# Sebastian (Florida)
Sebastian és una població dels Estats Units a l'estat de Florida. Segons el cens del 2000 tenia 16.181 habitants.

## Demografia
Segons el cens del 2000, Sebastian tenia 16.181 habitants, 6.844 habitatges, i 5.044 famílies. La densitat de població era de 495 habitants/km².
Dels 6.844 habitatges en un 24,5% hi vivien nens de menys de 18 anys, en un 61,5% hi vivien parelles casades, en un 9,2% dones solteres, i en un 26,3% no eren unitats familiars. En el 21,6% dels habitatges hi vivien persones soles el 12,2% de les quals corresponia a persones de 65 anys o més que vivien soles. El nombre mitjà de persones vivint en cada habitatge era de 2,36 i el nombre mitjà de persones que vivien en cada família era de 2,72.
Per edats la població es repartia de la següent manera: un 20,2% tenia menys de 18 anys, un 4,8% entre 18 i 24, un 22,4% entre 25 i 44, un 24,7% de 45 a 60 i un 27,9% 65 anys o més.
L'edat mediana era de 47 anys. Per cada 100 dones de 18 o més anys hi havia 88,8 homes.
La renda mediana per habitatge era de 39.327 $ i la renda mediana per família de 43.044 $. Els homes tenien una renda mediana de 30.787 $ mentre que les dones 23.936 $. La renda per capita de la població era de 19.111 $. Entorn del 4,8% de les famílies i el 6,3% de la població estaven per davall del llindar de pobresa.

## Poblacions més properes
El següent diagrama mostra les poblacions més properes.